# Acontia bipunctata
Acontia bipunctata là một loài bướm đêm trong họ Noctuidae.